# Космоноси
Космоноси (чеш. Kosmonosy) град је у Чешкој Републици. Град се налази у управној јединици Средњочешки крај, у оквиру којег припада округу Млада Болеслав.

## Становништво
Према подацима о броју становника из 2014. године град је имао 4.886 становника.